# Ole Thestrup

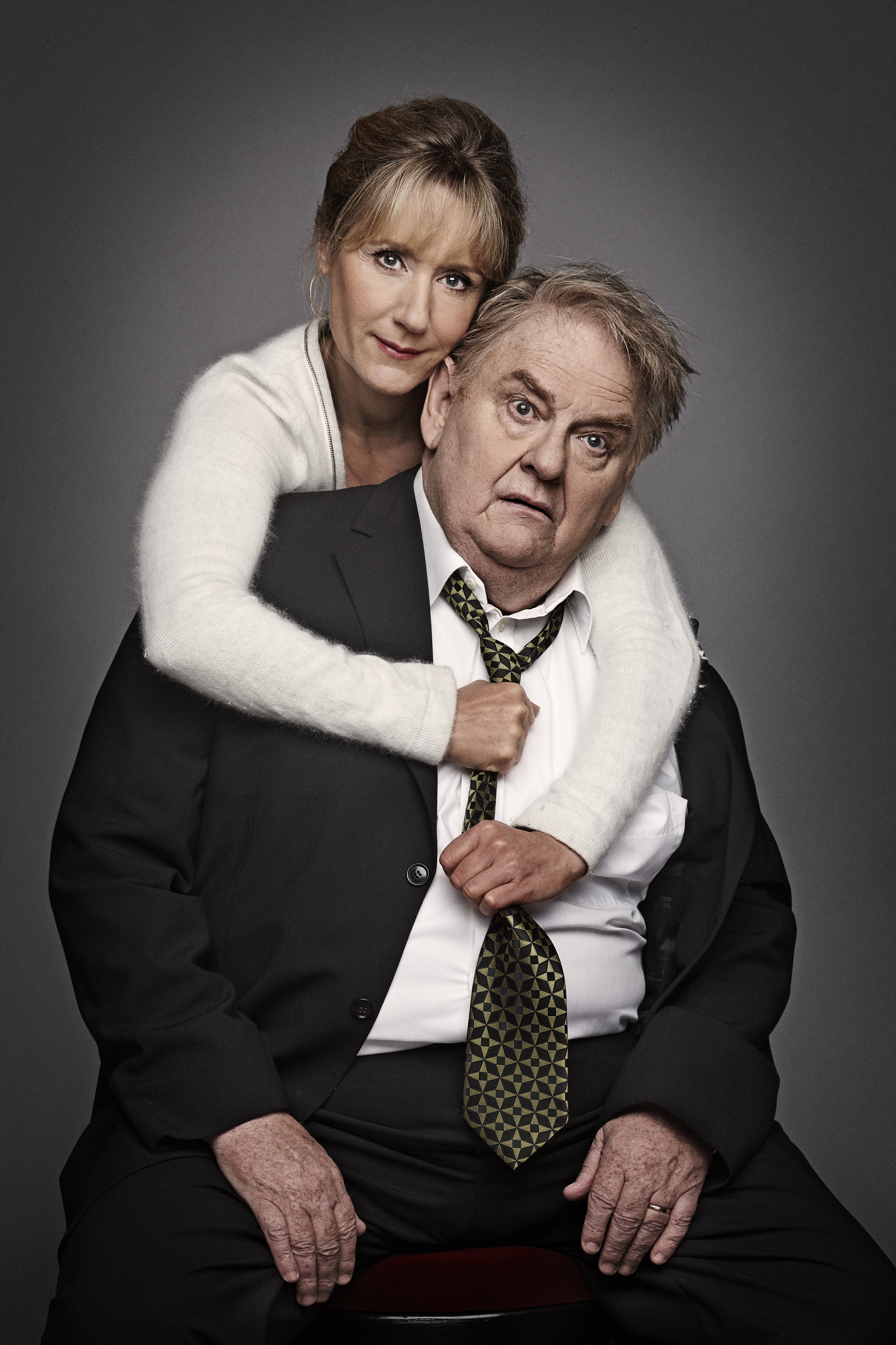
Anette Støvelbæk und Ole Thestrup (2015)

Ole Svane Thestrup (* 12. März 1948 in Nibe; † 2. Februar 2018 bei Holbæk) war ein dänischer Schauspieler.

## Leben
Ole Thestrup absolvierte von 1973 bis 1976 an der Schauspielschule des Aarhus Teater seine Schauspielausbildung. Danach erhielt er am Det Kongelige Teater ein festes Engagement als Theaterschauspieler. Weitere Auftritte hatte er auch am Gladsaxe Teater, Folketeatret, Betty Nansen Teatret, Det Danske Teater und am Det Ny Teater, wo er bei vielen bekannten Inszenierungen sowie Theaterrevuen mitwirkte.
Zudem wirkte Thestrup als Schauspieler in mehr als 70 Film-und-Fernsehproduktionen mit. Unter anderem spielte er als Nebendarsteller in der Komödie Olsenbande Junior (2001), dem Kinderfilm Der Fakir (2004) und der Schwarzen Komödie Adams Äpfel (2005) mit. Seine wahrscheinlich bekannteste Rolle beim internationalen Publikum ist die des Svend Åge Saltum in der Politikserie Borgen – Gefährliche Seilschaften, die von 2010 bis 2013 erstausgestrahlt wurde.
Ole Thestrup starb am 2. Februar 2018 im Alter von 69 Jahren an Lungenkrebs. Er war seit 1991 mit einer Psychotherapeutin verheiratet, mit der er zwei gemeinsame Töchter hatte. Außerdem adoptierte er ihre Tochter.

## Filmografie (Auswahl)
- 1978: Winterkinder (Vinterbørn)
- 1981: Die Leute von Korsbaek (Matador, Fernsehserie)
- 1981: Gummitarzan (Gummi-Tarzan)
- 1984: Buster, der Zauberer (Busters verden)
- 1984: Privatdetektiv Anthonsen (Anthonsen)
- 1998: Wahlnacht (Valgaften)
- 2000: Blinkende Lichter (Blinkende lygter)
- 2001: Olsenbande Junior (Olsen-Banden Junior)
- 2002: Unit One – Die Spezialisten (Rejseholdet, Fernsehserie, eine Folge)
- 2003: Jesus und Josefine (Fernsehserie, fünf Folgen)
- 2003: Dänische Delikatessen (De Grønne slagtere)
- 2003: Hodder rettet die Welt (En som Hodder)
- 2004: Der Fakir (Fakiren fra Bilbao)
- 2005: Adams Äpfel (Adams æbler)
- 2008: Det perfekte kup
- 2009: Oldboys
- 2010–2013: Borgen – Gefährliche Seilschaften (Borgen, Fernsehserie, 14 Folgen)
- 2012: Pendlerkids
- 2013: Badehotellet
- 2015: Men & Chicken (Mænd & Høns)
- 2017: Small Town Killers (Dræberne fra Nibe)

## Auszeichnungen
- 2001: Bodil als bester Nebendarsteller in Blinkende Lichter (Blinkende lygter, bzw. Flickering Lights) (Nominierung)
- 2017: Lauritzen-Preis[3]